# Poecilopsetta hawaiiensis
Poecilopsetta hawaiiensis är en fiskart som beskrevs av Gilbert, 1905. Poecilopsetta hawaiiensis ingår i släktet Poecilopsetta och familjen flundrefiskar. Inga underarter finns listade i Catalogue of Life.